# Морев, Виктор Иванович
Виктор Иванович Морев (рум. Victor Morev; род. 13 мая 1944, Калинин, Калининская область, РСФСР, СССР) — председатель Социалистической партии Молдовы, Примар муниципия Бельцы (1987—1990 и 1995—2001), депутат Парламента Республики Молдова (2001—2005)

## Биография
Виктор Морев родился 13 мая 1944 года в городе Калинин Калининской области РСФСР.
Закончил Политехнический Институт города Калинина, в 1971 году получил направление на работу на Завод «Ленина» (в настоящее время Завод «Рэут») в Бельцах. Он работал в течение нескольких лет, как инженер, прораб, мастер высокой, начальник отдела.
В апреле 1975 года он начал работать в КПСС. В период с 1987 по 1990 год Виктор Морев занимал должность председателя Исполнительного комитета Бэлць.
В августе 1992 года создал и возглавил Социалистическую партию Молдовы (СПМ), в которую вошли многие бывшие члены Коммунистической партии Молдовы. Через два года, социалисты, поддерживаемые коммунистами, вошли в парламент с результатом в 22,00% и 28 мандатами.
В 1995 году Муниципальный совет Бельц Виктор Морев избран мэром города 39 голосами за, 2 - против и при одном воздержавшемся.
В 2001 году Виктор Морев был избран депутатом парламента по спискам Избирательного блока «Альянс Брагиша», будучи депутатом до 2005 года.
В настоящее время бывший депутат парламента Виктор Морев объявлен в международный розыск по подозрению в нанесении государству ущерба в размере более 2 миллионов леев.
Виктор Морев, находясь в должности примара муниципия Бельцы, превысил должностные полномочия, снизив цены на земельные участки. Следственные органы установили, что в период с 2000 по 2001 год Виктор Морев незаконно продал несколько десятков земельных участков индивидуальным предприятиям, акционерным обществам и фирмам, чем нанес государству существенный ущерб. К настоящему времени следственные органы выявили 24 подобные сделки, совершенные Моревым.
Против бывшего примара возбуждено уголовное дело по статье 328 (3)УК (превышение должностных полномочий), которая предусматривает наказание в виде лишения свободы сроком до 15 лет.